# Nautilus (mollusco)
Nautilus Linnaeus, 1758 è un genere di molluschi cefalopodi tetrabranchiati. Considerato anticamente estinto e conosciuto solo grazie ai ritrovamenti fossili risalenti al Paleozoico, è stato osservato per la prima volta in vita solamente nel 1829 ed è considerato un fossile vivente. I nautiloidi si trovano tipicamente in acque oceaniche non troppo profonde (100-300m) in mari tropicali, principalmente nell'Indo-Pacifico, dal Triangolo dei Coralli e dallo Stretto di Malacca alle isole del Pacifico meridionale. La sua conchiglia era ben nota e usata in oreficeria già nel secolo XVII ed era trattata nei commerci con le Indie orientali.

## Distribuzione e habitat
I nautilus sono diffusi in mare aperto, dalla superficie a una profondità di 500 metri, principalmente nell'Oceano Pacifico occidentale, soprattutto dalle Isole Figi alla Nuova Guinea, nonché nell'Oceano Indiano.

## Biologia
A differenza di altri cefalopodi, il nautilus ha un sistema visivo primitivo: il suo occhio funziona come una camera oscura, la messa a fuoco penalizza la luminosità e viceversa. In compenso il loro senso dell'olfatto è ben sviluppato e utilizzato per la ricerca del cibo. Si nutrono prevalentemente di crostacei e pesci morti. Il nautilus passa la giornata in profondità sul fondo del mare, si muove verso l'acqua poco profonda per trovare cibo quando il sole tramonta.
Le migrazioni verticali giornaliere servono al nautilus anche per evitare i predatori, che sono principalmente squali, tartarughe e polpi. In caso di pericolo il nautilus si nasconde nel guscio chiudendolo con del tessuto coriaceo, che tuttavia può talvolta essere distrutto dai predatori.
I nautilus si accoppiano una volta all'anno. Alcuni tentacoli dei maschi fungono da organo sessuale che inietta lo sperma nel corpo della femmina. La femmina man mano fertilizza le uova e le rilascia una dopo l'altra. Le uova sono poche, di grandi dimensioni, con un diametro di circa 2 cm, e coriacee. Il periodo di incubazione dura dai nove ai dodici mesi e la prole è grande circa 3 cm alla schiusa e capace di evolvere autonomamente. I maschi sono più numerosi in natura (75% dei maschi contro il 25% delle femmine).

## Struttura
Il nautilus si presenta come una grossa conchiglia (anche oltre i 20 cm di diametro a sezione di spirale logaritmica) con l'apertura rivolta verso l'alto in cui vive un corpo molle con una grossa testa composta da occhi grandi, un rugoso mantello posto a protezione di metà capo e carnosi tentacoli intorno ad un becco simile a quello di un pappagallo, con cui l'animale rompe le corazze dei crostacei di cui si nutre. I tentacoli sono molto numerosi, e organizzati in diversi ordini o anelli concentrici attorno alla bocca dell'animale; la gran parte di questi tentacoli è fissata alla base ad una sorta di "fodero" da cui il nautilus può estenderli o ritrarli a piacimento. A differenza di quelli di seppie, calamari e polpi, i tentacoli del nautilus non hanno ventose, ma la loro superficie ruvida e irregolare permette comunque una presa molto salda su qualunque oggetto solido.
La conchiglia ha una superficie liscia e bianca con screziature rosso arancio, è sottile e liscia, avvolta dorsalmente su uno stesso piano (avvolgimento esogastrico), il che tuttavia non implica una torsione dei visceri come nei gasteropodi. Altre specie presentano una conchiglia madreperlacea o di colore bianco brillante.
Il nicchio è concamerato, presenta cioè un canale che collega i vari compartimenti e permette al gas azotato contenuto di passare attraverso i setti trasversali che delimitano le camere, favorendo il galleggiamento dell'animale, nella sua tipica posizione verticale, tramite opportune regolazioni di pressione. I setti, inoltre, sostengono strutturalmente la conchiglia quando l'animale si immerge a grandi profondità ed è sottoposto a pressioni notevoli. Il nautilus, intervenendo sulle varie percentuali di liquido e gas nei vari setti, effettua una grande escursione batimetrica (di profondità) tra il giorno (dove si sposta a profondità di 500 metri) e la notte (dove si avvicina alla superficie dell'oceano).

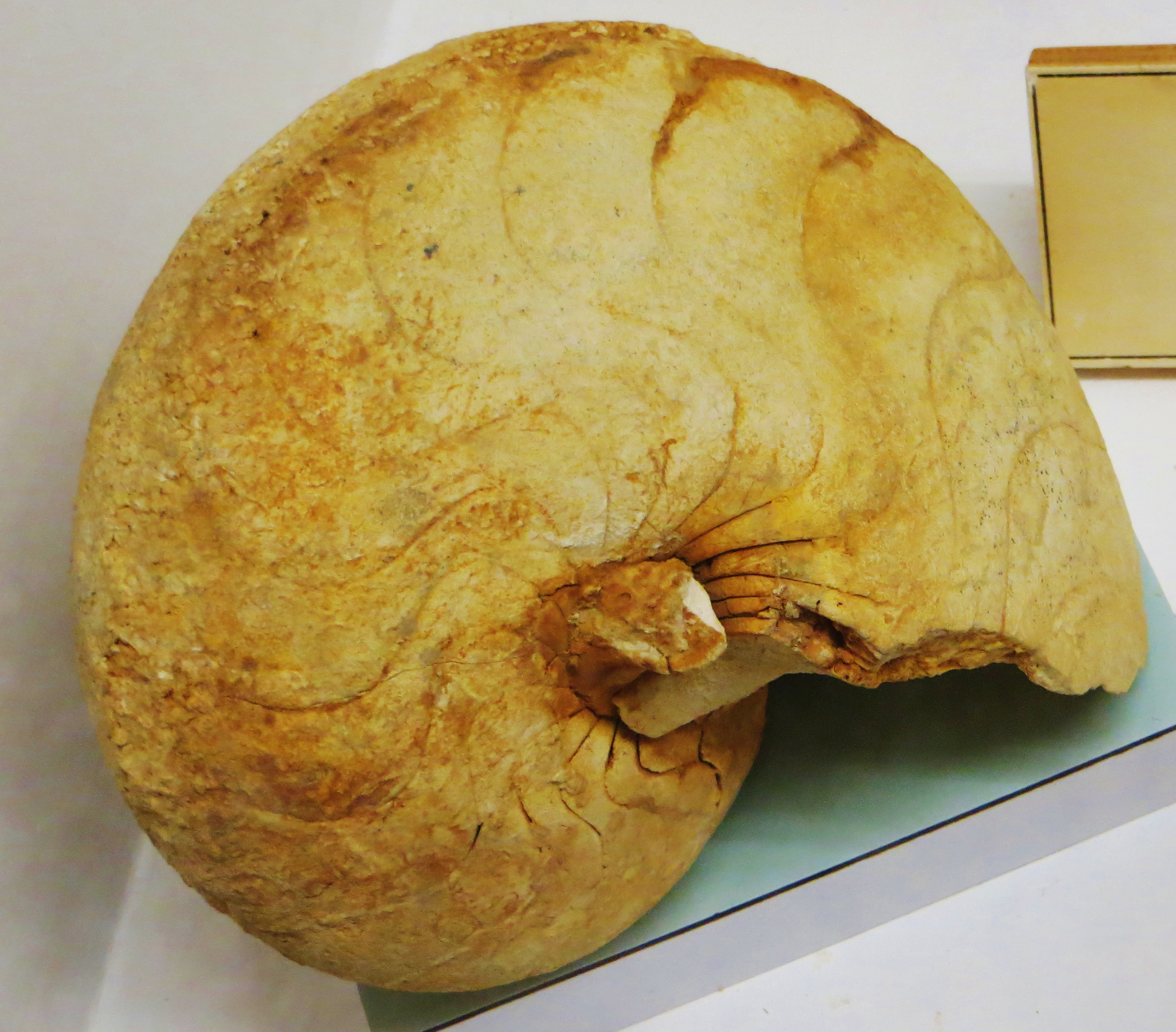
Fossile di Nautilus disculus, dell'Eocene

All'interno del nicchio sono presenti circa 34-36 zone divise da pareti di madreperla, chiamate setti, che aumentano di numero con l'aumentare dell'età: sono le camere che il corpo dell'animale occupa a mano a mano che aumenta di dimensione. Solo l'ultimo e più esterno dei setti è occupato costantemente dalle parti molli dell'organismo, dotato di circa 90 tentacoli privi di ventose, di un becco corneo, una radula ed un imbuto ottenuto dalla modificazione del tubo. La radula, in particolare, è più complessa che nei coleoidi: composta da calcio e silicio, misura 4 mm per 20 mm e comporta 9 denti primari e due paia di piastre marginali.
La deambulazione è libera: il nautilus si sposta espellendo con forza l'acqua dai sifoni del mantello, con una modalità però differente da quella degli altri cefalopodi: difatti in seppie e polpi il sifone è solo un tubo carnoso, e la spinta necessaria ad espellere l'acqua attraverso di esso è fornita dalla contrazione di tutto il mantello, che è fortemente muscolare. Al contrario, nel nautilus il mantello è molto ridotto e senza muscoli, e la propulsione necessaria viene fornita dalla rapida contrazione del sifone dotato di potenti muscoli. L'emissione del getto d'acqua provoca una spinta da cui deriva il movimento retrogrado (a "marcia indietro") dell'animale, che permette anche rapidi cambiamenti di direzione. Proprio all'interno del sifone sono posizionate le branchie, che sono così sempre ben ossigenate dalla continua corrente d'acqua che scorre in esso.
Un'altra differenza tra il nautilus e gli altri molluschi cefalopodi è la sacca dell'inchiostro che, a causa delle suddette differenze nell'anatomia del mantello, non possiede ma che non potrebbe, comunque, utilizzare.

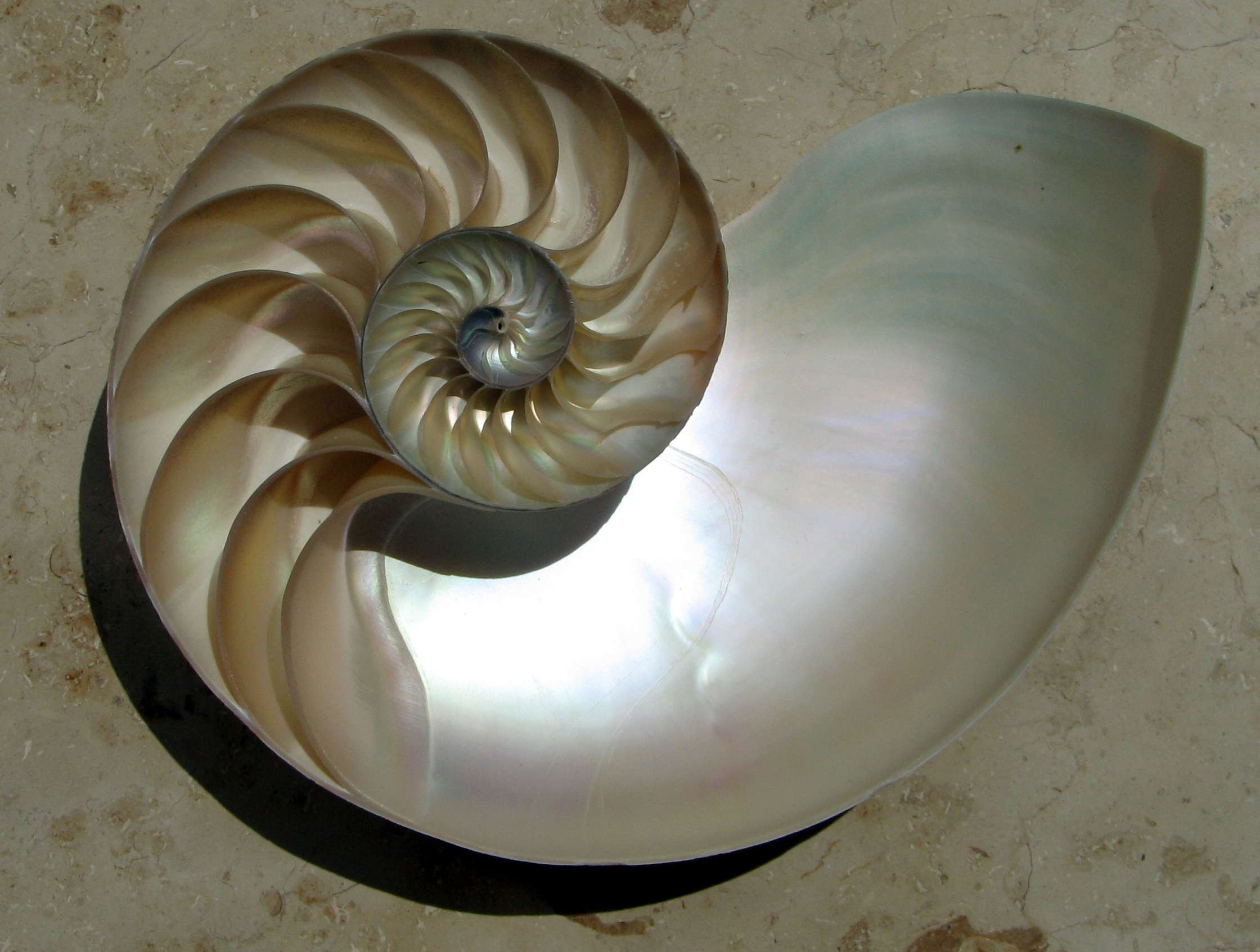
Sezione della conchiglia: sono visibili i setti e le camere.
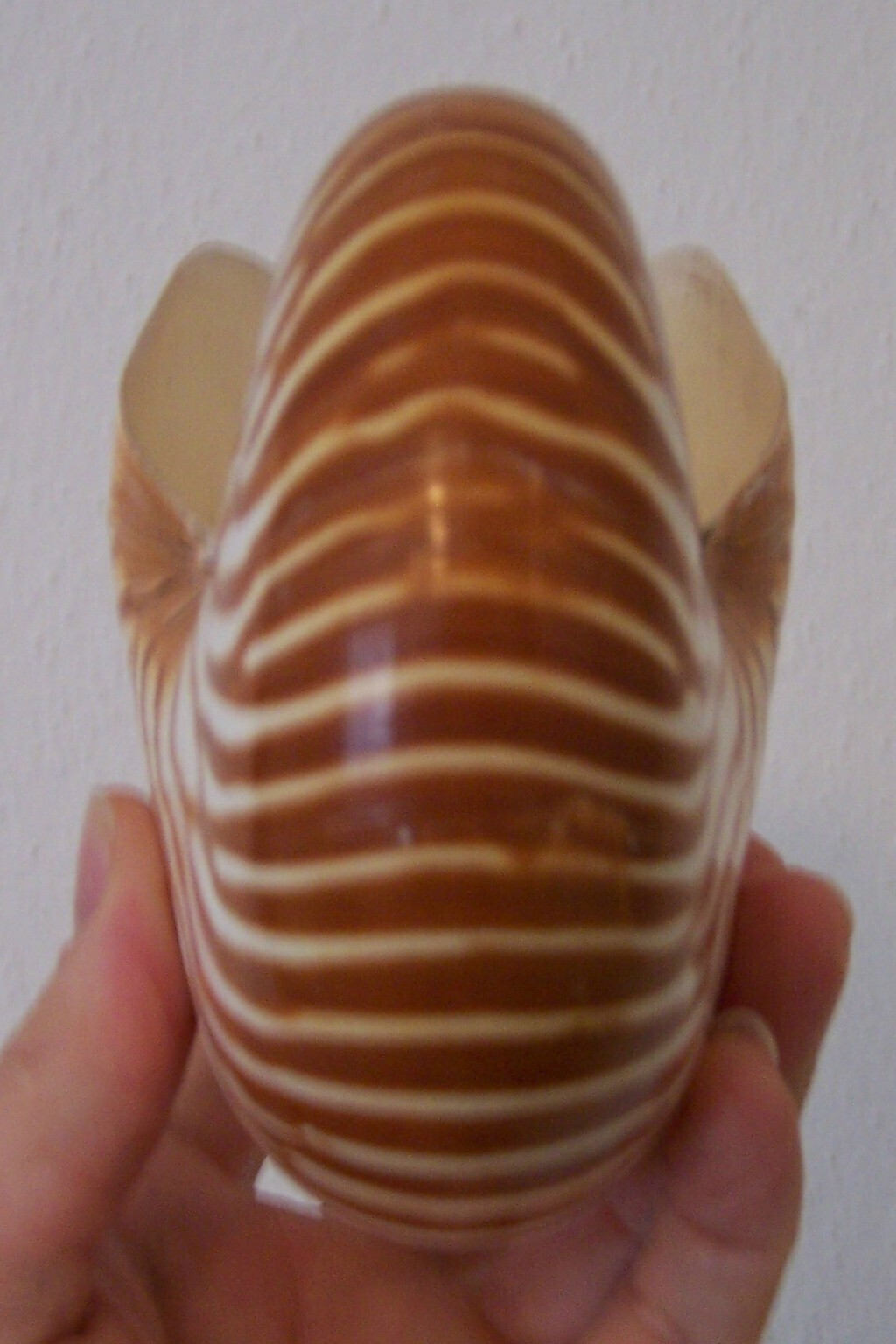
Visione posteriore.
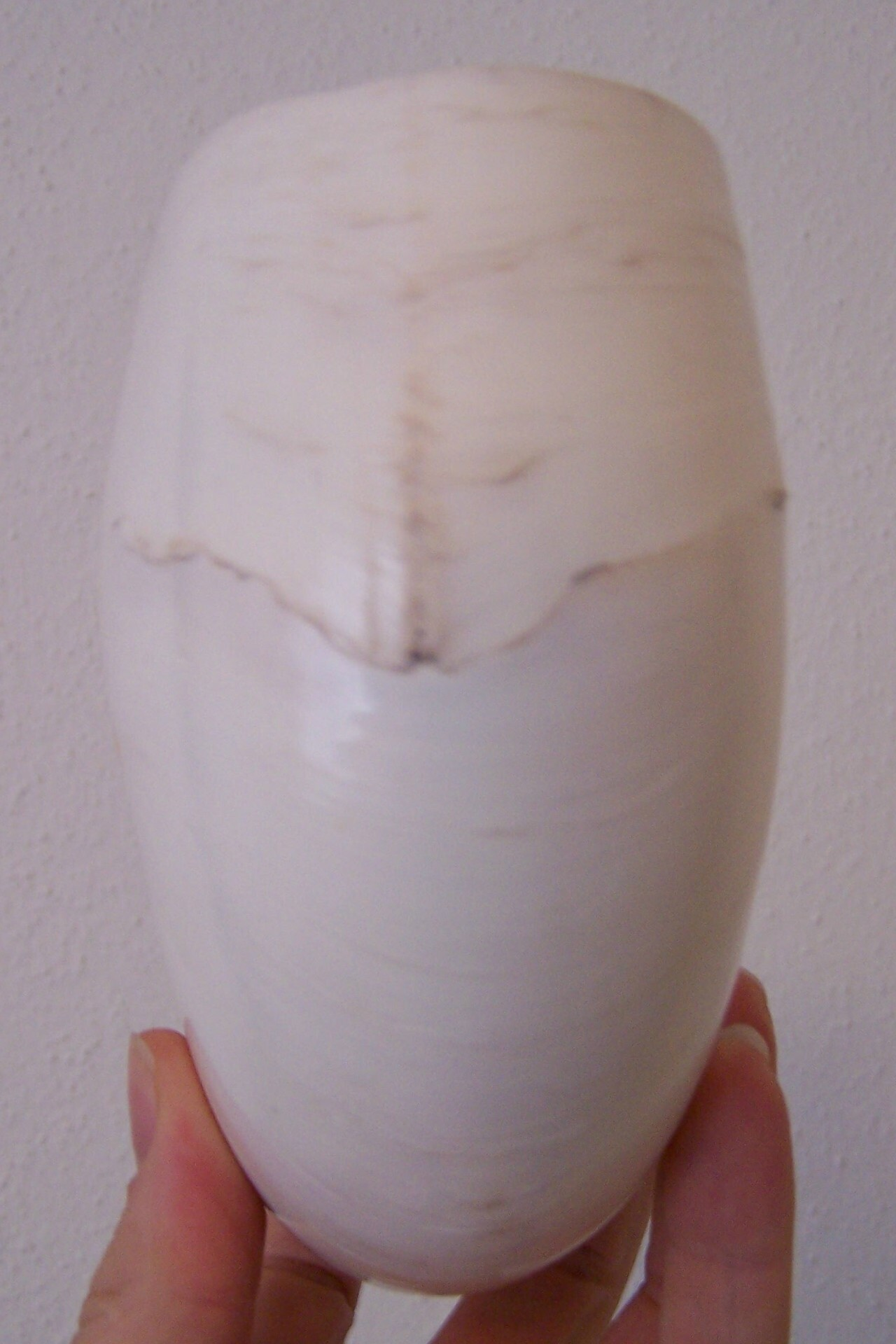
Visione anteriore.
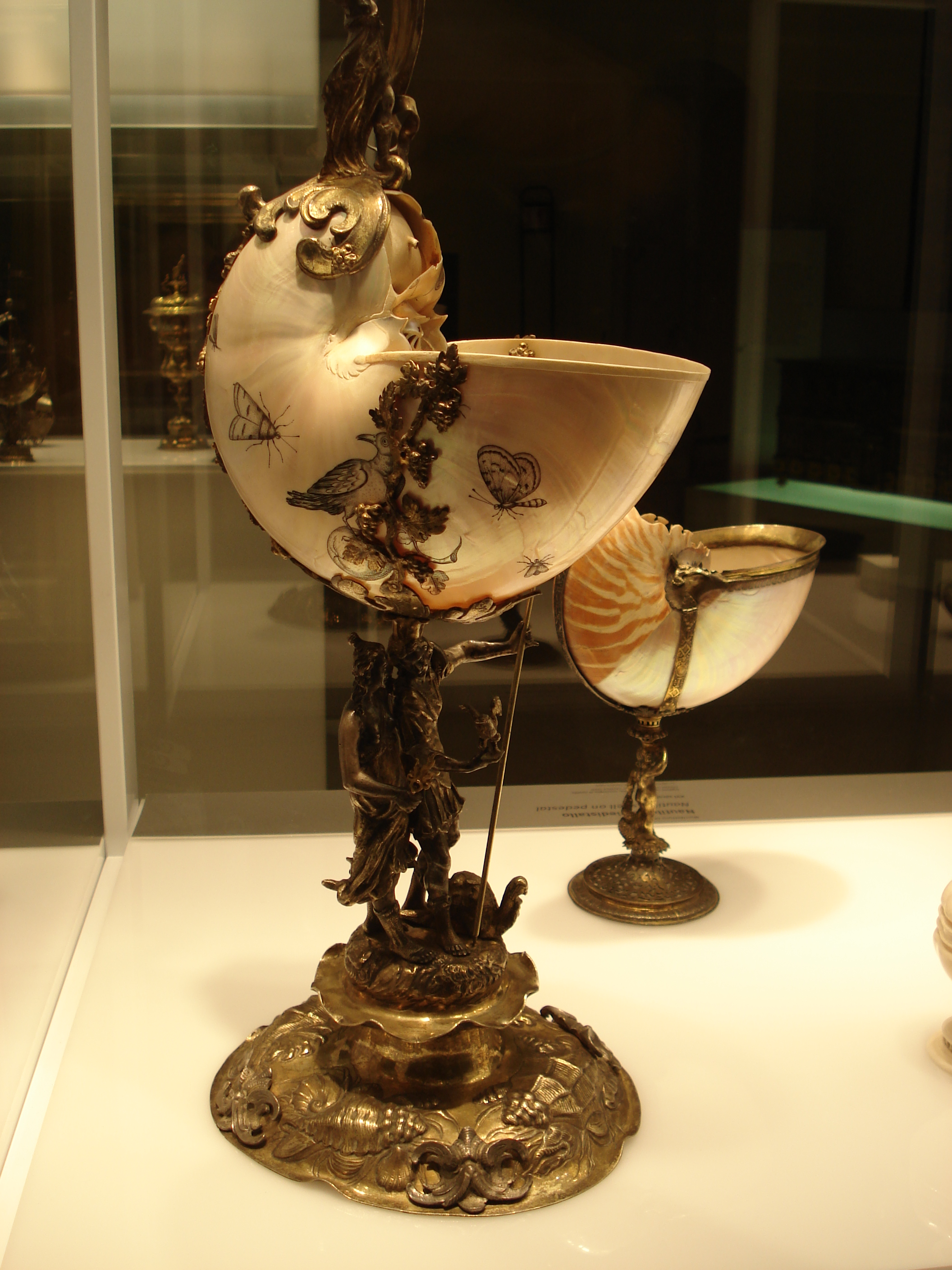
Nautilus montato su base d'argento cesellato e parzialmente dorato. Germania, Augsburg, XVII secolo. Raccolte d'arte applicate del Castello Sforzesco di Milano.

## Specie
Della famiglia dei Nautilidae sopravvivono solo 5 specie moderne, tra cui N. pompilius, la più conosciuta e diffusa.
- † N. balcombense Chapman, 1915
- † N. butonensis K. Martin, 1933
- † N. deluci d'Archiac, 1854
- † N. javanus K. Martin, 1879
- † N. labechei d'Archiac & Haime, 1854
- N. macromphalus G. B. Sowerby II, 1849
- N. pompilius Linnaeus, 1758
  - N. p. pompilius
  - N. p. suluensis
- † N. praepompilius Shimansky, 1957
- N. samoaensis Barord, Combosch, Giribet, Landman, Lemer, Veloso & Ward, 2023
- N. stenomphalus G. B. Sowerby II, 1849
- † N. subfleuriausianus d'Archiac, 1854
- N. vanuatuensis Barord, Combosch, Giribet, Landman, Lemer, Veloso & Ward, 2023
- N. vitiensis Barord, Combosch, Giribet, Landman, Lemer, Veloso & Ward, 2023

Le specie estinte sono indicate con una croce (†).
All'alba del XXI secolo, solo tre taxa erano accettati per questo genere: N. macromphalus, N. pompilius e N. stenomphalus. I numerosi altri taxa sono incerti o in discussione, come il N. repertus Iredale, 1944 australiano, collegato col N. belauensis da studi genetici e indicato come taxon inquirendum dato che il N. belauensis Saunders, 1981 non è morfologicamente diverso dalle altre specie.